# Садиба Неплюєвих
Садиба Неплюєвих — пам'ятка архітектури місцевого значення (охоронний № 109-См) XIX століття. Розташована у східній частині історичного середмістя Глухова Сумської області на розі вулиць Києво-Московської та Інститутської за адресою вулиця Києво-Московська, 43.
Садибний будинок Неплюєвих є одним з найкращих за якістю архітектурного вирішення і ступенем збереженості міських садибних будинків доби пізнього класицизму на Сумщині. Має значну історико-меморіальну цінність.

## Історія

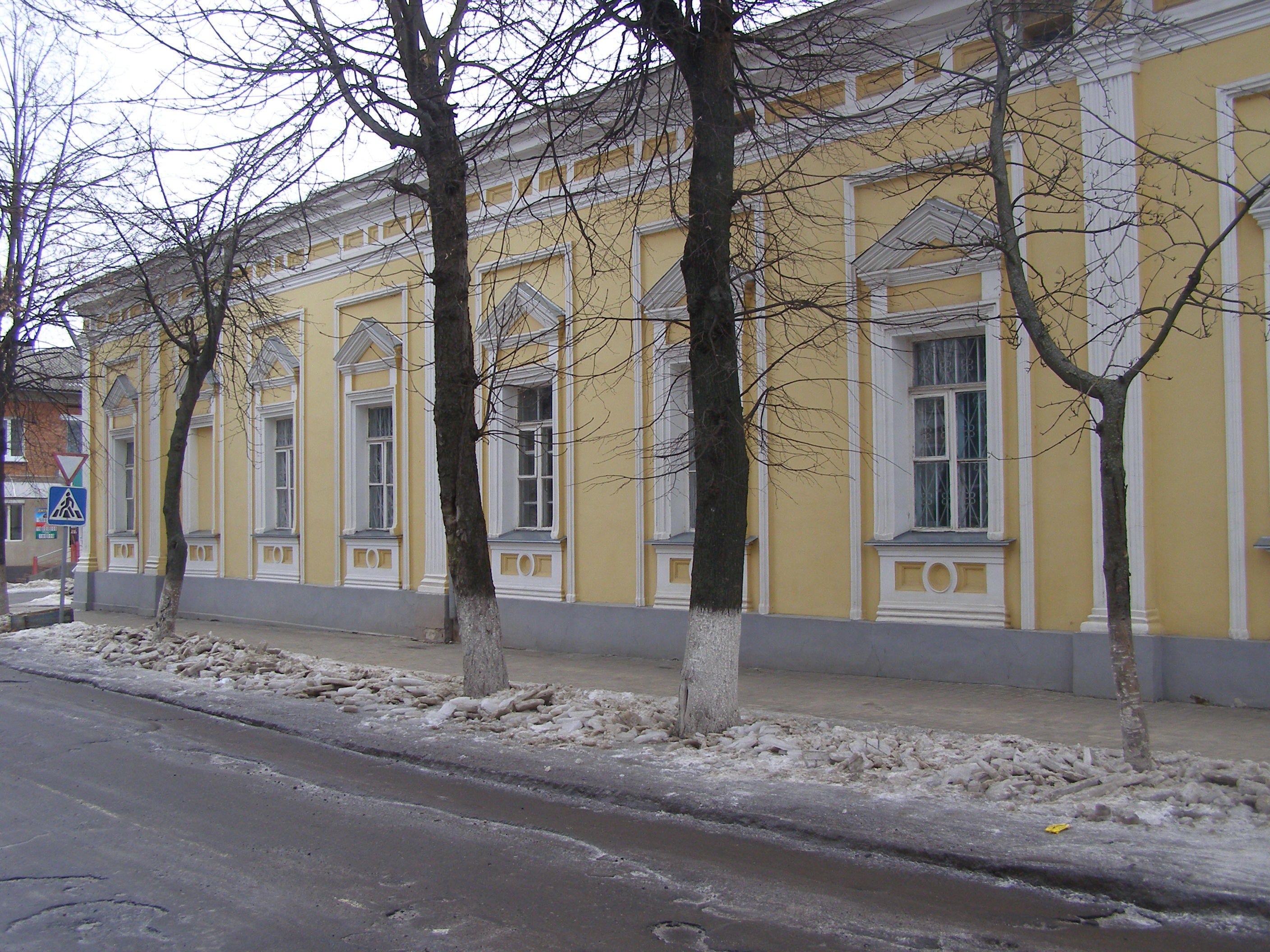
Вигляд західного фасаду з вулиці Інститутської (світлина 2013 року)

### Зведення та перепланування садиби
Садиба заснована глухівським поміщиком Іваном Неплюєвим, нащадком головного командира Малоросійського тимчасового Правління гетьманського уряду Івана Неплюєва. Це відбулося одразу після реалізації класицистичного перепланування передмість Глухова у 1803—1805 роках. Представники родини Неплюєвих посідали перше місце за кількістю земель у Глухівському повіті (25000 десятин) і мали можливість укладати чималі кошти у муроване будівництво.
Одноповерховий головний будинок збудований у першій третині XIX століття. У 1863 році до нього в'їхала родина офіцера лейб-гвардії Драгунського полку Миколи Івановича Неплюєва. У Глухові він служив повітовим предводителем дворянства. Разом з дружиною баронесою Олександрою Миколаївною Шліппенбах (1827—1917) вони виховали трьох дітей: Миколу (1851), Марію (1853) та Ольгу (1859)
. У 1860-х роках Микола Іванович Неплюєв перебудував мурований одноповерховий головний будинок. На чоловому фасаді розібрали чотириколонний портик, головний вхід перенесли на східну кріповку чолового фасаду, зробили новий фасадний декор.

### Садиба на рубежі XIX—XX століть
У 1872 році сім'я переїхала до Чернігова, де М. І. Неплюєв обійняв посаду предводителя дворянства Чернігівської губернії і отримав ранг таємного радника У садибі, в подальшому Неплюєви проживали лише періодично під час перебування в Глухові.

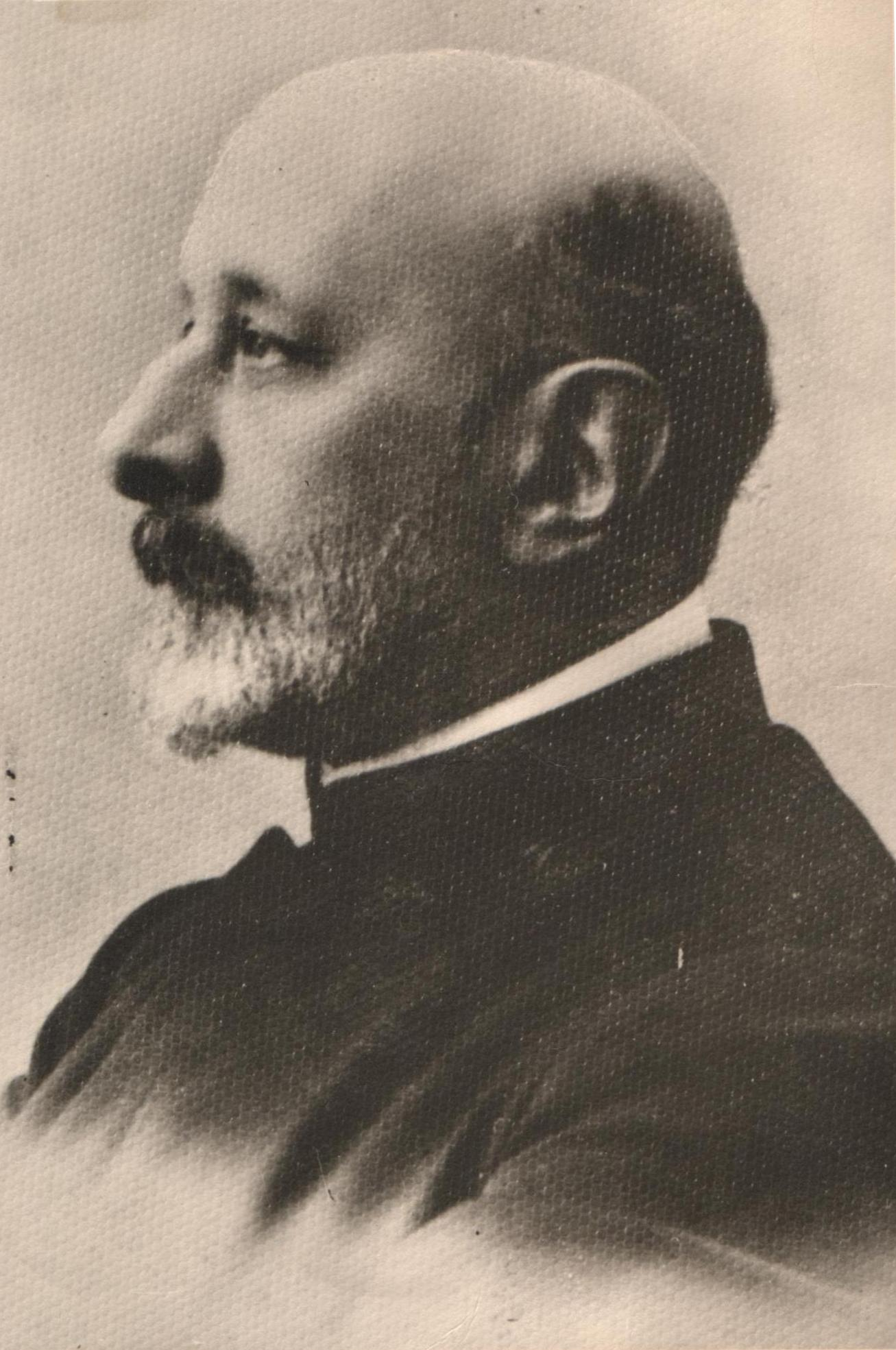
педагог і громадський діяч Микола Неплюєв

Після смерті Миколи Івановича в 1890 році садибу успадкував його син Микола Неплюєв (1851—1908) — відомий громадський діяч, богослов, мислитель і педагог. Після закінчення 1874 року юридичного факультету Санкт-Петербурзького університету він перебував на дипломатичній службі радником російського посольства в Німеччині (м. Мюнхен). 1877 року залишив дипломатичну кар'єру, повернувся на батьківщину і розпочав справу просвітництва та поліпшення життя селян. Микола Неплюєв у 1880 році відкрив початкову школу з пансіоном для сиріт поблизу Янполя на хуторі Воздвиженському. А через п'ять років — чоловічу й жіночу сільськогосподарські школи, на базі яких організувалося Хрестовоздвиженське трудове братство. Тому родина Неплюєвих, рідко відвідувала глухівську садибу. М. М. Неплюєв з матір'ю та сестрами проживав більше у с. Воздвиженське.
Неплюєвські будинки у Глухові, Чернігові, Ямполі загальною вартістю понад 1 млн. 750 тис. крб. Микола Миколайович заповів Хрестовоздвиженському трудовому братству.
Микола Неплюєв був також відомим колекціонером і меценатом. У родовому будинку Неплюєвих у Глухові зберігалася велика колекція старовинного живопису, меблів, порцеляни та інших творів декоративно-ужиткового мистецтва. На базі цієї колекції на початку XX століття організовувалися виставки.

гімназист Георгій Нарбут — учасник мистецької виставки в садибі Неплюєвих у 1906 році

Саме у садибі Неплюєвих, вперше публічно показав свою творчість майбутній відомий художник, а на той час глухівський гімназист Георгій Нарбут. У квітні 1906 року з ініціативи місцевого гуртка аматорів тут організовано велику мистецьку виставку. На ній експонувалися твори і класиків (Аполлона Мокрицького) і початківців, а також посуд фабрики Миклашевських..
Про виставку згадував відомий український історик, мистецтвознавець, музеєзнавець Федір Ернст:
|  | «Це було в великому будинкові місцевого аристократа, відомого фундатора «Воздвиженського брацтва» М. М. Неплюєва. Багато умебльований, з прекрасними старовинними портретами з роду Неплюєвих, серед яких було декілька першорядних речей, він стояв завсіди порожній, з завішаними шторами й чехлами на меблях та люстрах. До Неплюєва й звернулися організатори виставки. В чотирьох чи п'яти кімнатах та залах глядач, крім оздоби самого будинку (там були крім портретів, ще розкішний сервіс старого саксу, деякі картини, бронзи), міг ознайомитись із творами Айвазовського, Яблочкина, деякими прекрасними акварельними портретами та мініатюрами з місцевих поміщицьких домів (були між ними й портрети пензля [...] А. М. Мокрицького), порцеляною фабрики Миклашевських, бронзами Ленсере та меблями в стилі модерн, виконаними за проєктами співучасниці виставки, К. П. Гулєвої. Ось до участі в цій виставці притягли й Нарбута» |

.
Юний Григорій Нарбут експонував ілюстрації до книжок казок «Війна грибів», «Горошеня», «Снігуронька», «Кощій Безсмертний», що мали успіх і принесли авторові значний гонорар.

### Садиба в радянський період

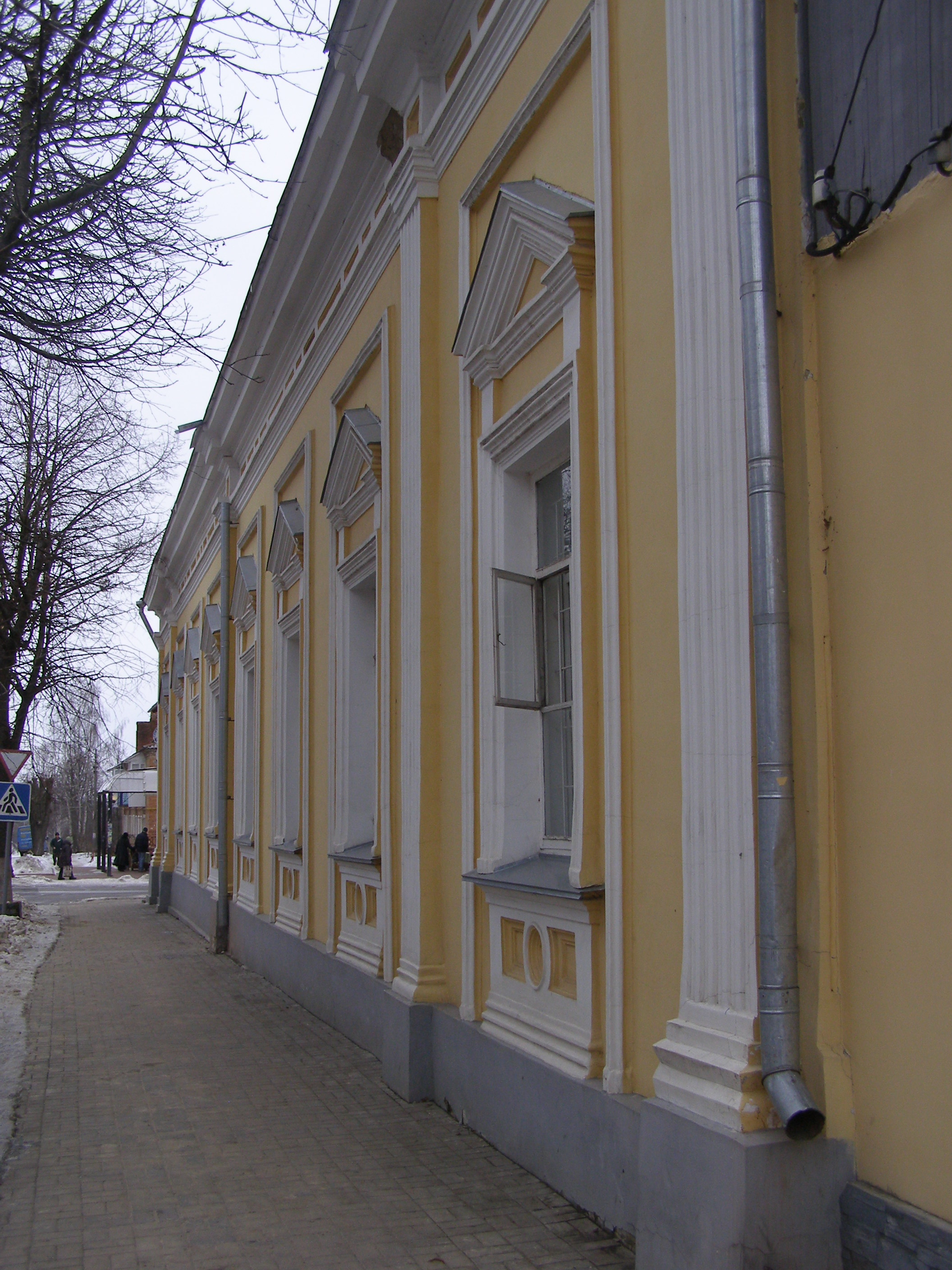
Особливості декору західного фасаду (світлина 2013 року)

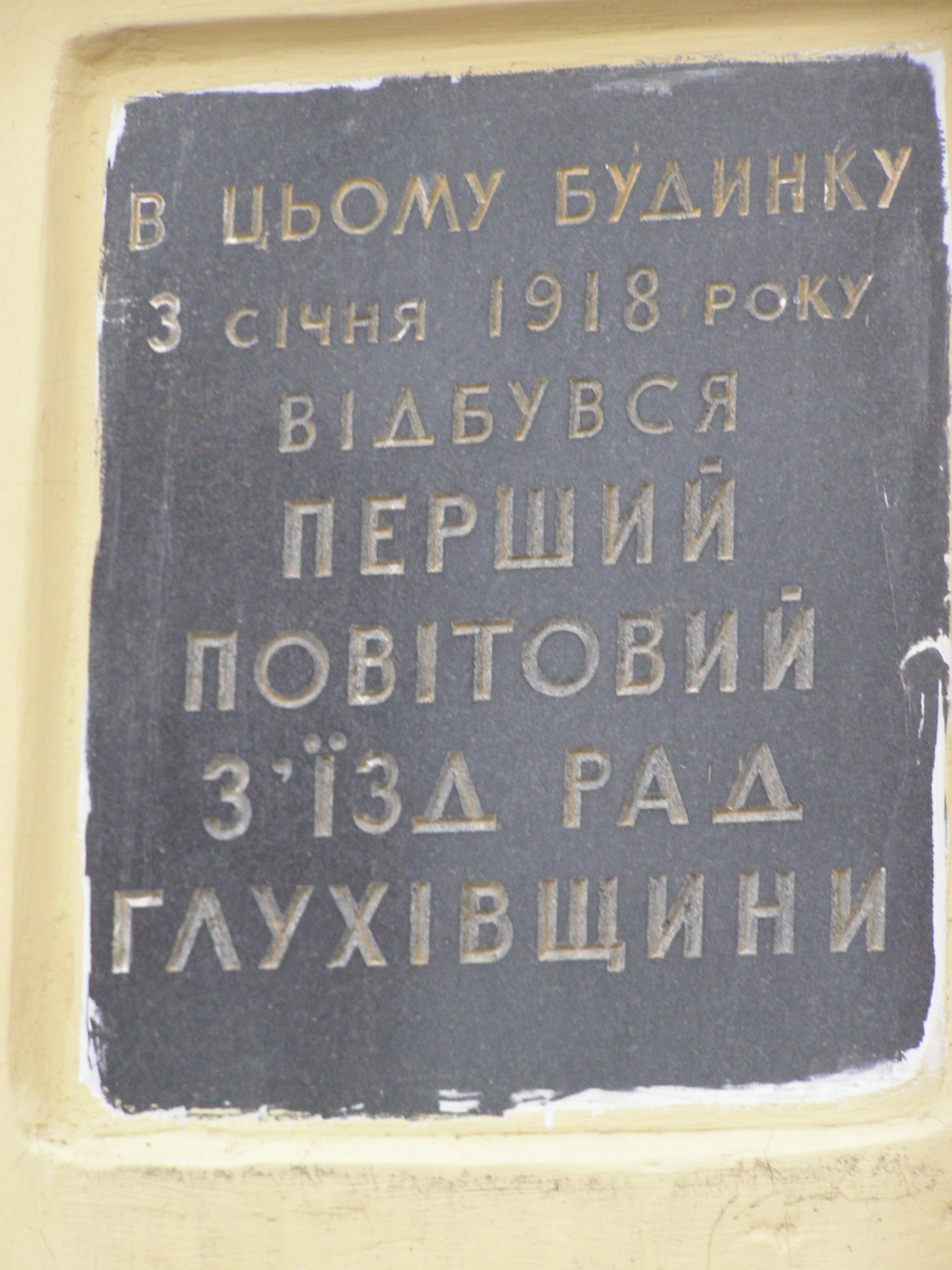

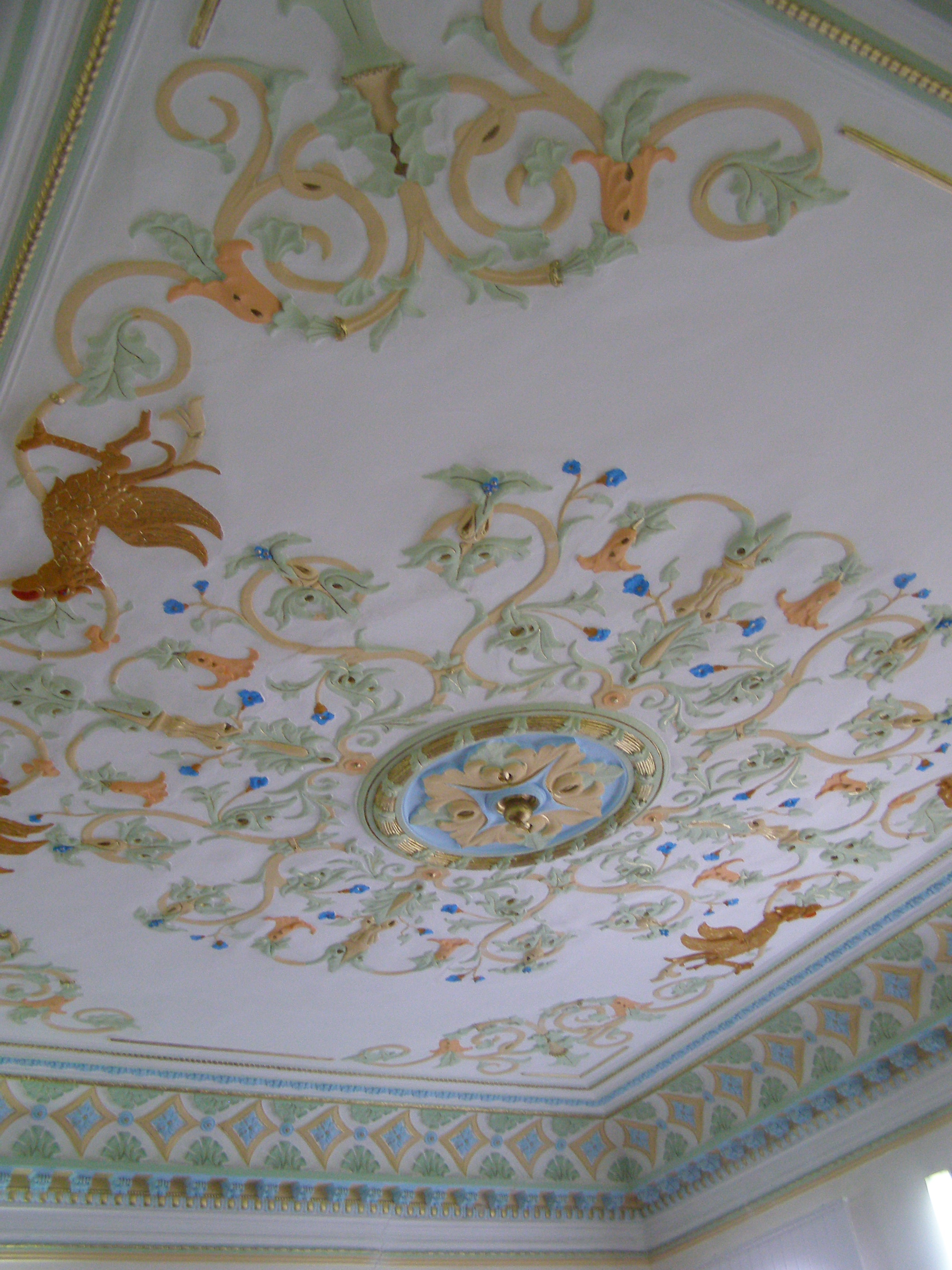
Стеля у великій залі (тепер зала засідань адміністрації)

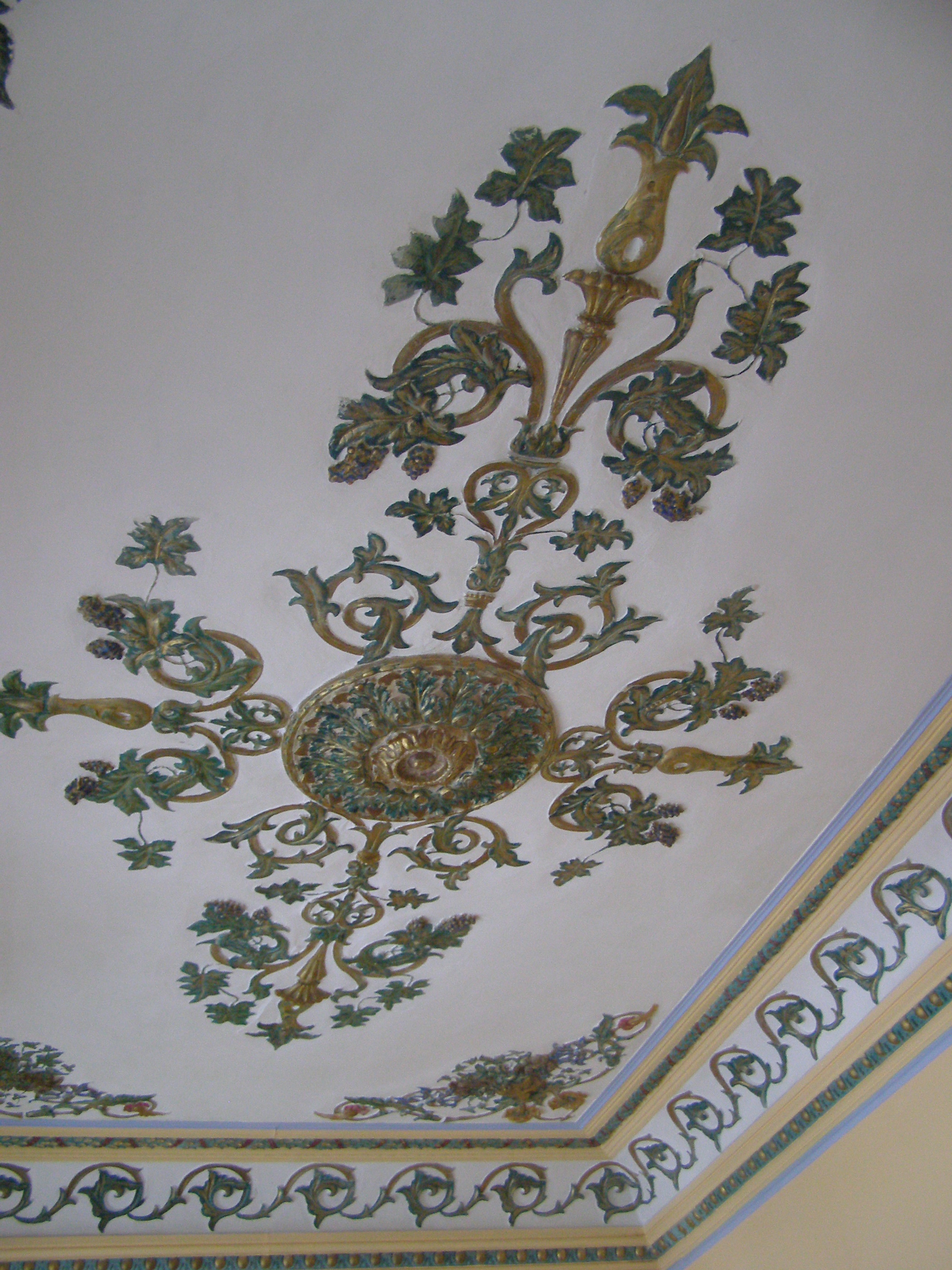
Стеля у їдальні (тепер кабінет голови районної державної адміністрації)

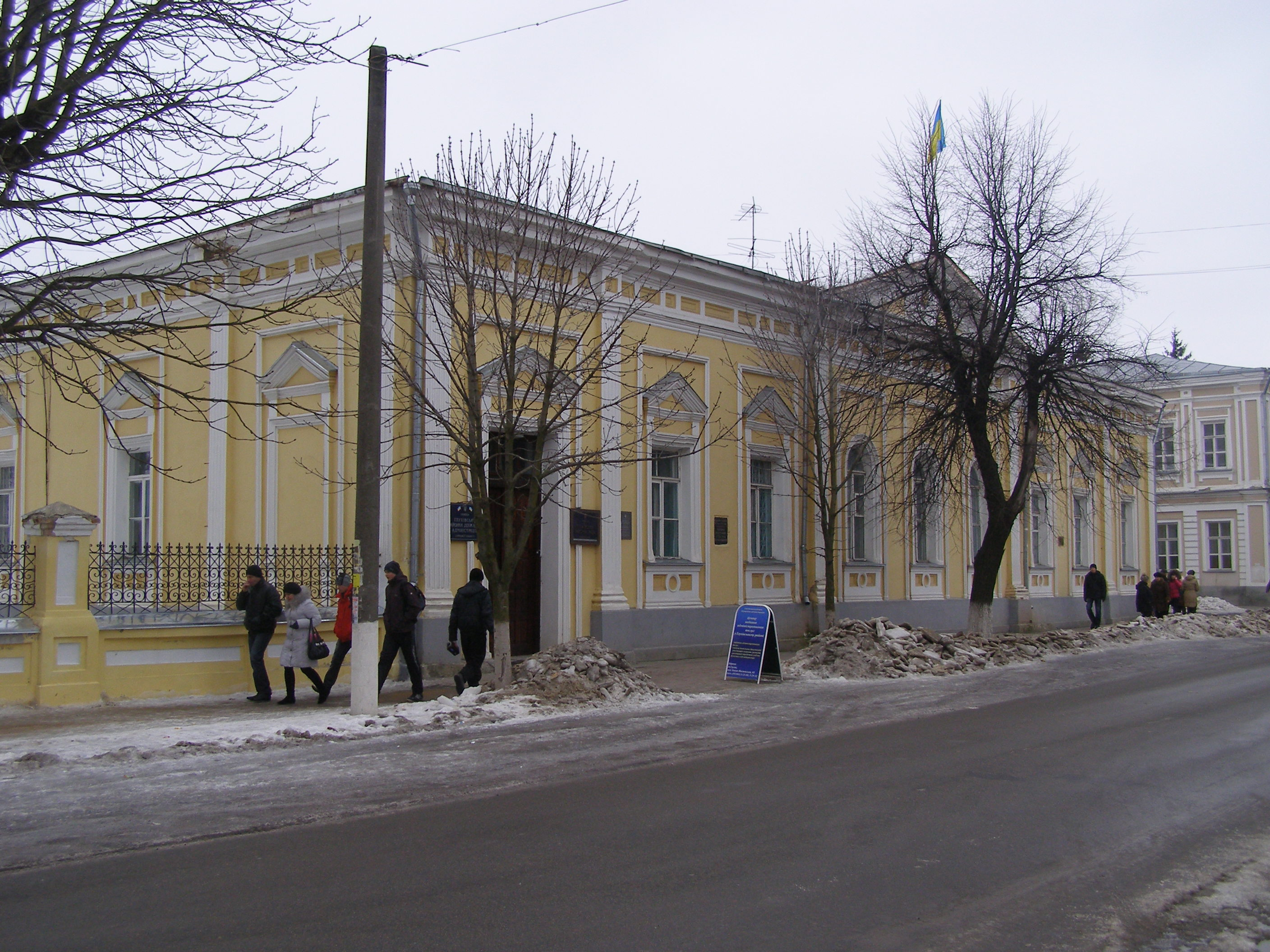
Загальний вигляд північного та східного (частково) фасадів на розі вулиць Києво-Московської та Інститутської (світлина 2013 року)

У будинку Неплюєвих 3 січня 1918 року відбувся перший повітовий з'їзд Рад Глухівщини, на якому обрано представників до складу військово-революційного комітету і призначено головою ревкому В. О. Циганка.. На цьому зібранні також обрано склад та керівництво виконкому повітової ради робітничих, селянських та солдатських депутатів. На засіданнях виконкому прийняли рішення про націоналізацію підприємств повіту та заборону діяльності міської управи і земства.
У 1943 році під час німецько-радянської війни в будинок потрапила бомба, однак не разірвалась, і сапери відразу ж її знешкодили. Під час ремонту даху були втрачені кутові фронтони.
У 1957 році на фасаді будинку установили мармурову меморіальну дошку (0,4 х 0,3 м) з написом про події, пов'язані з першим повітовим з'їздом Рад Глухівщини.

### Сучасний стан
Весь час, починаючи з 1918 року (з перервою під час окупації в ході німецько-радянської війни) приміщення садиби займають органи влади Глухівського району. З 1991 року — це адміністративне приміщення Глухівської районної державної адміністрації та Глухівської районної ради.
Приміщення садиби Неплюєвих у 1988 році було поставлено на державний облік, як пам'ятку архітектури місцевого значення з охоронним № 109-См.
Будівля протягом 2005—2007 рр. була відреставрована в рамках Державної програми збереження пам'яток архітектури національного значення. Будівельники ТОВ «Анна» з м. Суми провели реставраційні та відновлювальні роботи на суму 200 тис. грн. у 2005 р. та 50 тис. та 153 тис. грн., відповідно.
Розпорядженням Кабінету Міністрів України від 17 грудня 2008 року за N 1563-р планувалось, що у 2009—2010 роках проведення робіт з ремонту та реставрації садиби Неплюєвих. Однак, ці роботи не проводились.

## Опис
Садиба Неплюєвих розташована у східній частині історичного середмістя Глухова. Займає наріжну ділянку біля перетину вулиць Києво-Московської (колишня Радянська) та Інститутської (первісно — Квасніковської, згодом — Карла Маркса) в оточенні фронтальної малоповерхової забудови, що переходить далі по вулиці у п'ятиповерхову. Біля садиби по вулиці Києво-Московській розташовані історичний комплекс навчальних закладів — учительського інституту, чоловічої гімназії та ремісничого училища імені Ф. Терещенка.
Важливою домінантою садиби Неплюєвих є головний будинок. Він розташований симетричними чолом і причілком на червоні лінії вулиць, відповідно Києво-Московської та Інститутської. Далі за будинком по вулиці Києво-Московській причілком на червону лінію виходив господарський флігель, що не зберігся. Між ним і головним будинком містилася брама головного в'їзду до садиби. Зараз єдиний в'їзд на подвір'я садиби знаходиться за причілком будинку по вулиці Інститутській. Невеликий двір садиби має нерегулярну конфігурацію в плані. Раніше по периметру двору розташовувались чотири прямокутні в плані господарські будівлі, включаючи стайню і каретний сарай. На сьогодні дві з чотирьох господарських будівель утрачені, а ще дві — дуже перебудовані для потреб органів районної влади. Тут знаходяться приміщення архівного відділу та гаражі.
Головний будинок побудовано за традиційною для невеликих міських садибних будинків доби класицизму розпланувально-просторовою структурою з місцевої цегли на вапняно-піщаному розчині. Підмурки цегляні стрічкові. Стіни потиньковані. Перекриття плоскі, по дерев'яних балках. Вальмові дахи по дерев'яних кроквах укриті покрівельною сталлю.
Його прямокутна одноповерхова сторона з великими вікнами виходить на вулицю Києво-Московську. Вона має багатший декор фасаду і розташована на невисокому ступінчастому цоколі. Аркова форма вікон підкреслює тривісну композицію. У центрі розміщено трикутний фронтон на осі симетрії. На початку XIX століття перед ним розміщувався пристінний чотириколонний портик головного входу. Але його розібрано у 1860-х роках. Стіни прикрашені пілястрами тосканського ордера з тонко проробленими базами. Пофарбування традиційне: цоколь сірий, тло стін жовте, деталі білі.
Дворові внутрішні фасади будинку звернені на південь. Вони (більш архітектурно бідні), практично, зберегли первісні архітектурні форми початку XIX століття. Головна увага зосереджена високими арковими вікнами з витягнутими архівольтами. По центру розташовано дверний отвір, що раніше вів на терасу, а тепер у двір. За ним розташовується кабінет голови районної державної адміністрації. Раніше — це обідня зала для власників будинку. Решта вікон прямокутні, облямовані профільованими наличниками. Вікна верхнього поверху бічних рамен мають пропорції «лежачого квадрата», облямовані наличниками й мають підвіконні полички. Фасадні площини бічних рамен з двору членують пілястри тосканського ордера й завершують типові класицистичні карнизи зі значним виносом верхньої полички. В результаті перебудов 1860-х років з'явився міжповерховий зубчастий карниз і фільончасте декорування підвіконних ніш.
Інтер'єр будинку прикрашено скульптурним декоративним ліпленням стель з рослинними мотивами. Для опалення приміщень слугували білі кахляні печі й каміни. Внутрішнє розпланування будинку первісно було анфіладним, з дворядним розміщенням кімнат. Тут містилися вестибуль, зал і покої власника. В процесі використання будинку органами влади замурували деякі дверні отвори та встановили перегородки. Два бічних рамена, звернені у двір. Вони двоповерхові та мають коридорне розпланування з однобічним розташуванням кімнат. Тут розміщувалася обслуга. На початку XX століття за проєктом київської художниці Гулевої для цього будинку були виготовлені меблі (столи, стільці, спальні гарнітури) в стилістиці віденської сецесії, проте вони не збереглися.